# Román Adámov
Román Stanislávovich Adámov (en ruso: Рома́н Станисла́вович Ада́мов; Belaya Kalitva, Rusia, 21 de junio de 1982) es un exfutbolista ruso. Jugaba de delantero y su último equipo fue el FC Sibir Novosibirsk.

## Biografía
Adámov empezó su carrera profesional en el FC Olimpia Volgogrado. Al año siguiente se marchó al FC Shakhtar-2 Donetsk.
En 2001 ficha por el FC Rostov.
A principios de 2005 ficha por el FC Terek Grozny, al que ayuda a quedar primero del la Primera División de Rusia (segunda categoría), con lo que el equipo asciende a la Liga Premier de Rusia.
En 2006 ficha por el FC Moscú. Consigue alcanzar la final de la Copa de Rusia en 2007, final que perdió contra el FC Lokomotiv Moscú por un gol a cero. En esta época consigue marcar 14 goles en 2007, convirtiéndose en el máximo goleador de la Liga Rusa, galardón que compartió con su compatriota Roman Pavlyuchenko, ya que marcó los mismos goles que él.
En junio de 2008 firmó un contrato con su actual club, el FC Rubín Kazán.

## Selección nacional
Ha sido internacional con la Selección de fútbol de Rusia en 3 ocasiones. Su debut como internacional se produjo el 26 de marzo de 2008 en un partido amistoso contra Rumania.
Fue convocado para participar en la Eurocopa de Austria y Suiza de 2008, donde jugó unos minutos en el partido Rusia 1 - 4 España.

## Clubes
| Club                  | País            | Año       |
| --------------------- | --------------- | --------- |
| FC Olimpia Volgogrado | Rusia           | 1999-2000 |
| FC Shakhtar-2 Donetsk | Ucrania         | 2000-2001 |
| FC Rostov             | Rusia           | 2001-2005 |
| FC Terek Grozny       | Rusia           | 2005-2006 |
| FC Moscú              | Rusia           | 2006-2008 |
| FC Rubín Kazán        | Rusia           | 2008      |
| Krylya Sovetov Samara | Rusia           | 2009      |
| FC Rostov             | Rusia           | 2010-2012 |
| Viktoria Plzeň        | República Checa | 2012-2013 |
| FC Sibir Novosibirsk  | Rusia           | 2014      |

## Títulos
- 1 Copa de Ucrania (Shakhtar Donetsk, 2001)
- Máximo goleador de la Liga Rusa (2007, con 14 goles)